# Hemê Hacî
Hemê Hacî, bürgerlich Hamit Çakan (* 1967 im Bezirk Muradiye der Provinz Van, Türkei) ist ein kurdischer Musiker.

## Werdegang
Hemê Hacî erlernte in seiner Kindheit autodidaktisch das Spiel der Saz. Während seiner Studienzeit gewann er den ersten Platz bei einem Gesangswettbewerb für Studenten, der vom Ses Magazine organisiert wurde.
Seine professionelle Beschäftigung mit kurdischer Musik begann mit seinem Interesse an den von den Dengbêj, den professionellen kurdischen Volksliedsängern interpretierten Liedern und Epen, was dazu führte, dass er sich in diesem Bereich kontinuierlich weiterbildete.

## Diskografie

### Alben
- 1996: Strana Hekîmê Serhedê
- 1998: Bargirî
- 1999: Ay dil
- 2001: Meşa Azadiyê
- 2005: Huner
- 2009: Dewrê
- 2014: Can
- 2016: Azadî
- 2024: Dengbeji Zine

### Kollaborationen
- 2023: Bemal (mit Hozan Şerwan)

### Singles (Auswahl)
- 1998: Gulamın
- 1998: Leyla Yar
- 1998: Dilberamın
- 1999: Ez Berfim
- 2001: Bejne
- 2001: Neminim